# Fritz von Wettstein
Friedrich Wettstein, Ritter von Westersheim (24 de junio de 1895, Praga - 12 de febrero de 1945, Trins, Tirol) fue un naturalista, botánico, y genetista austríaco

## Vida
Wettstein era hijo del también botánico Richard Wettstein. En 1925, es profesor en Gotinga, y en 1931 en Múnich. En 1934, Director del Instituto Kaiser-Wilhelm de biología in Berlin-Dahlem.
Trabajó sobre todo en la herencia citoplasmática en musgos. Sheila F. Weiss emitió juicio sobre él:

Antes de que comenzara la guerra, los investigadores como ... F von W ... la política racial nazi en conferencias en el extranjero, y por lo tanto resultó de representar a su utilidad política del Reich. („Ergebnisse 22“, pp. 4, ingl. s. Weblinks)

Wettstein fue acremente criticado, porque en conferencias científicas internacionales antes de la Segunda Guerra Mundial defendió las ideas raciales del nazismo.

## Obra
- Entwicklung der Beiwurzeln einiger dikotylen Sumpf- und Wasserpflanzen. Vol. 2 de Arbeiten aus dem Laboratorium für Allgemeine Botanik und Pflanzenphysiologie der Universität Zürich. Ed. 	Druck von C. Heinrich, 69 pp. 1905

- Morphologie und Physiologie des Formwechsels der Moose auf genetischer Grundlage 1924

- Über plasmatische Vererbung 1930

- Karl von Goebel 1933

- Handbuch der systematischen Botanik. Con Richard Wettstein Ritter von Westersheim. 4ª edición reimpresa de Asher, 1.152 pp. 1962

- La abreviatura «F.Wettst.» se emplea para indicar a Fritz von Wettstein como autoridad en la descripción y clasificación científica de los vegetales.[2]